# Лакома
Лакома (грч. Λάκκωμα) је насељено место у општини Нова Пропонтида у периферији Средишња Македонија, Грчка. Према попису из 2021. године било је 1.094 становника.
Према бугарском географу и историчару, Василу Канчову, у Лакоми је 1900. године живело 310 Турака. Године 1924. турско становништво је принудно исељено у Турску а на њихово место су насељене грчке избегличке породице, којих је на попису из 1928. године било 336. Село се раније звало Атманџали Махала.